# Noorderbreedte (tijdschrift)
Noorderbreedte is een journalistiek platform dat zich richt op landschap, identiteit en duurzaamheid in Noord-Nederland; de provincies Groningen, Friesland en Drenthe. Noorderbreedte heeft een website en een tijdschrift, dat viermaal per jaar verschijnt. Het blad wordt uitgegeven door de Stichting Noorderbreedte, waarin verschillende instellingen op het gebied van de genoemde thema's zijn vertegenwoordigd. Noorderbreedte is onder andere bekend vanwege de vernieuwende omslagen van de nummers. 
Het medium heeft als doel te inspireren tot een welbewuste ontwikkeling van Noord-Nederland en weet in zijn bestaan veel invloed uit te oefenen op het denken over de eerdergenoemde thema's.
Het blad werd opgericht in 1977. Geestelijk vader van Noorderbreedte is Jan Abrahamse, die in de jaren 1970 bekend was als voorman van de Waddenvereniging (en van zijn strijd tegen het Dollardkanaal). Hij was tevens degene die het wadlopen landelijk bekendheid gaf in Nederland. Tot 2003 was hij de hoofdredacteur van het blad.